# Gomme karaya

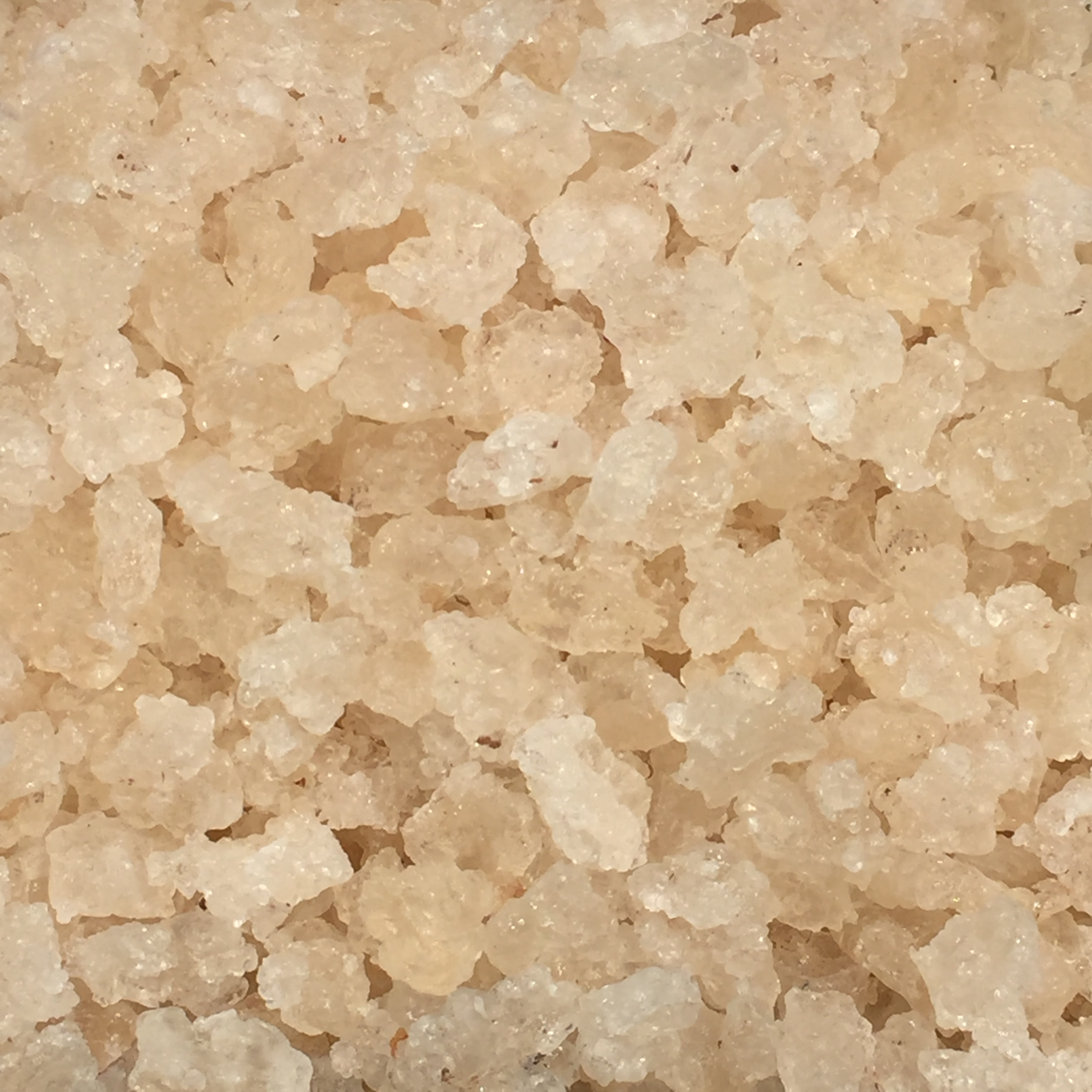
Gum karaya.

La gomme karaya (ou gomme de Sterculia) est une gomme végétale obtenue depuis l'exsudat des branches du Sterculia, un arbre originaire d'Inde. C'est un additif alimentaire utilisé comme épaississant et agent émulsifiant.

## Origine et composition
La gomme karaya est un exsudat sec réduit en poudre des branches et extrémités des arbres de la famille des Sterculia comme  le Sterculia urens (Roxburgh) ou des Cochlospermum comme le  Cochlospermum gossypium (A.P. De Candolle).
La gomme karaya est un polyoside composé de galactose, de rhamnose et d'acide galacturonique principalement et d'une petite quantité d'acide glucuronique.

## Utilisation
La gomme karaya est un additif alimentaire (Numéro E416) utilisé comme épaississant et agent émulsifiant dans l'alimentation : sauces émulsionnées, enrobages pour fruits à coque ou encore les desserts.
Elle est utilisée comme laxatif de lest pour le traitement des constipations.

### Propriétés physiques
La gomme karaya est une poudre grisâtre à rose pâle avec une odeur distincte d'acide acétique. Elle est soluble à froid dans l’eau et dans l'alcool à 60 %.
La gomme karaya est classée parmi les antimoussants, les conservateurs alimentaires et les agents de levuration par le codex alimentarius qui en a défini le niveau maximal dans une large gamme de produits alimentaires.

## Santé
Depuis 1988, la gomme karaya est considérée par le JECFA comme ne présentant pas de danger pour la santé humaine utilisée dans les aliments dans les proportions requises pour obtenir l'effet désiré et a établi une dose journalière admissible (DJA) non spécifié.
Cependant, comme un grand nombre de gommes naturelles, la poudre de gomme karaya peut entrainer des allergies respiratoires professionnelles.